# Dingupa glauerti
Genre
Espèce
Dingupa glauerti, unique représentant du genre Dingupa, est une espèce d'opilions laniatores de la famille des Triaenonychidae.

## Distribution
Cette espèce est endémique du South West en Australie-Occidentale. Elle se rencontre vers Dingup.

## Description
Le mâle holotype mesure 2,24 mm et la femelle paratype 2,13 mm

## Étymologie
Cette espèce est nommée en l'honneur de Ludwig Glauert.

## Publication originale
- Forster, 1952 : « Western australian Opiliones. » Journal of the Royal Society of Western Australia, vol. 36, p. 23–29 (texte intégral).